# Elspeth Hay
Elspeth Hay, po mężu Graham (ur. 24 kwietnia 1930 w Rhynd) – brytyjska lekkoatletka, sprinterka, mistrzyni Europy z 1950.
Jest Szkotką. Podczas przygotowań do igrzysk olimpijskich w 1948 w Londynie doznała kontuzji i nie wzięła w nich udziału.
Zdobyła złoty medal w sztafecie 4 × 100 metrów na mistrzostwach Europy w 1950 w Brukseli. Sztafeta brytyjska biegła w składzie: Hay, Jean Desforges, Dorothy Hall i June Foulds. Ustanowiła wówczas rekord Wielkiej Brytanii czasem 47,4 s. Hay zajęła na tych mistrzostwach również 5. miejsce w biegu na 100 metrów i odpadła w eliminacjach biegu na 200 metrów. Była pierwszą Szkotką, która wzięła udział w lekkoatletycznych mistrzostwach Europy.
Przez ponad czterdzieści lat była wolontariuszką Women's Royal Voluntary Service. Wzięła udział w sztafecie ze zniczem olimpijskim przed igrzyskami olimpijskimi w 2012 w Londynie.